# Чудско језеро
Чудско језеро (ест. Peipsi järv, рус. Чудское озеро), понегде познато и као Пејпус, слатководно је реликтно језеро у источној Европи, смештено на самој граници Естоније и Руске Федерације. Северни и западни део језера административно припада естонским окрузима Ида-Виру, Јигева и Тарту, док источни део језера административно припада Лењинградској и Псковској области Русије. Граница између две државе иде средином језера.
Чудско језеро је најсеверније и највеће језеро Чудско-псковског језерског система и са површином од 2.613 км² (што чини 73% акваторије Чудско-псковског језера), на петом је месту међу европским језерима. Максимална дужина језера је 96 км, ширина до 50 км, а просечна дубина око 7,5 метара (максимална дубина је 12,9 метара). Површина језера при просечном водостају лежи на надморској висини од 30 метара.
У језеро се улива неколико река, а највеће међу њима су Емајиги и Желча. Једина отока језера је река Нарва која језеро повезује са Финским заливом Балтичког мора.
Његове обале су доста равне и ниске, а нешто већи степен разуђености карактеристичан је за југозападну и југоисточну обалу. Обале су углавном пешчане, неретко са пешчаним динама, док је дно углавном равно и прекривено слојем иловаче. Подручје од обале па до неких 300 метара ка отвореној води је доста плитко и зарасло језерском вегетацијом. Током пролећног половођа знатан део приобалне равнице бива поплављен, посебно уз западну обалу. На југу се преко Топлог језера сједињује са Псковсаким језером.
Од укупно 22 острва која се налазе на језеру, највеће је острво Пијрисар са површином од 7,8 км², а које административно припада Естонији. Острво је удаљено 2,5 километара источно од естонске обале, има максималну висину од свега 4,5 метара и подложно је честим поплавама.
Највећа насеља на обалама језера су варошице Гдов у Русији и Каласте и Мустве у Естонији.
Године 1242. на овом језеру се одиграла „битка на леду” између тевтонских витезова са једне и Новгородске кнежевине предвођене Александром Невским са друге стране.